# 指導
教育分野における指導（しどう）とは、指導を行う者による明示的な行為のことである。

## 概要
指導は、特定の事項について、かつ、明確な理由の下に、指導を行う者（指導者）が、指導を受ける者（被指導者）に尊重して取り扱われることを期待してなされる明示的な行為である。なお、指導は、「命令」および「監督」とは異なり、指導を受ける者（被指導者）には、必ずしも指導された内容を実施する直接的な義務はない。かりに「指導にしたがうこと」が、義務として明文化されていたとしても、一般的に「指導にしたがう」というのは、「指導」の過程を尊重するということであり、指導が、「命令」および「監督」の範囲外とされていることにかんがみれば、指導の内容までもが「したがうこと」とはされていないことが多い。
なお、特別な尊重を期待していない口頭または文書における明示的な行為は、「専門的助言」「技術的助言」などと呼ばれる。
指導を受ける者は、指導を行う者に対して、「指導すること」を請求できる。特に文書または口頭で、請求に基づく指導が行われた場合は、指導の過程を「照会」（指導を受ける者の請求）と「回答」（請求を受けての指導）に分けることもある。
なお、「事項の特定性、または、理由の明確性が低いもの」は、指導の要件を満たしていない。「事項の特定性、または、理由の明確性が低いもの」は、指導ではなく、単なる一般的助言として扱う考え方もある。

## 教育分野における各種の指導
- 教育指導
- 学習指導
  - 教科指導
  - 教科外指導

- 生活指導
  - 生徒指導
  - 栄養指導、食育指導
  - 保健指導、健康指導

- 進路指導
  - 進学指導、就職指導、職業指導

- 校内指導、校外指導

- 体育指導
- 技術指導

## 指導を行う者
- 指導者
- 指導員
- 指導主事
- 技術指導員

## 指導に使用される物
- 指導資料